# 澽水

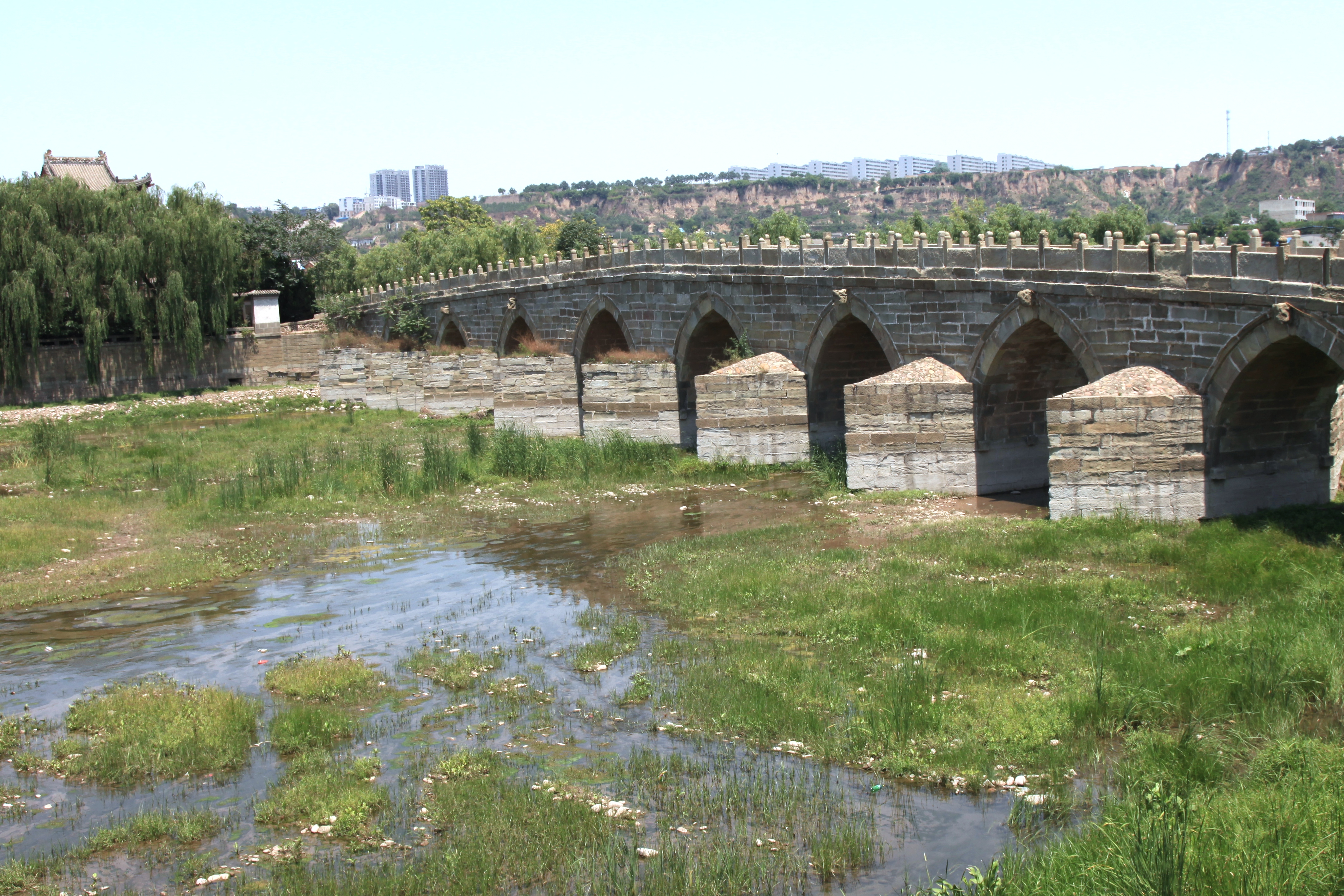
韩城市南郊澽水上的毓秀桥。

澽水也作涺水，位于中华人民共和国陕西省东部，是黄河右岸支流，发源于黄龙县东部冢子梁东麓高头川的北九沟，自西北向东南，流经白马滩镇、韩城市板桥镇等地，于韩城市区南郊过毓秀桥后转西南流，经芝川镇，于姚家庄村（2015年前属龙亭镇）东南汇入黄河。河长93.8千米，流域面积1083平方千米，河道平均比降7.28‰。年均径流量9154万立方米。